# Yūji Ōkuma
Pour les articles homonymes, voir Okuma (homonymie).
Yūji Ōkuma (大熊 裕司, Ōkuma Yūji) est un footballeur japonais né le 19 janvier 1969 dans la préfecture de Saitama au Japon.